# Roopkund
Roopkund is een plaats in de Indiase deelstaat Uttarakhand waar de overblijfselen van drie- tot zeshonderd menselijke skeletten zijn gevonden aan de rand van het Roopkundmeer. Dit meer wordt ook wel Skeleton Lake of Mystery Lake genoemd.
De plaats is onbewoond en ligt op een hoogte van 5029 meter. De skeletten werden gevonden in 1942 door een natuurparkbeheerder. Destijds werd aangenomen dat de skeletten van mensen waren die waren omgekomen in een epidemie, lawine of een storm. Koolstofdatering van fragmenten van de overblijfselen toonde in de jaren 1960 aan dat deze uit tussen de twaalfde en vijftiende eeuw stamden.
In 2004 vertrok een team van Indiase en Europese wetenschappers naar de plaats om meer informatie te verzamelen over de skeletten. Het team moest ijzige koude en dunne lucht doorstaan om belangrijke aanwijzingen te verzamelen. Zo werden er sieraden, schedels, botten en een gemummificeerd lichaam gevonden.
DNA-onderzoek toonde aan dat de skeletten van twee groepen mensen waren. Een groep van korte lichaamslengte (waarschijnlijk dragers van de lokale bevolking) en een groep van langere lichaamslengte waarvan de leden familie van elkaar waren. Nieuwe koolstofdatering toonde aan dat de botten afkomstig waren uit de negende eeuw. Na bestudering van de schedels concludeerden Britse wetenschappers dat de mensen niet door een epidemie waren omgekomen, maar door een plotseling opzettende hagelstorm. Deze hagelstenen waren waarschijnlijk zo groot als tennisballen. Omdat het open landschap geen schuilplaatsen bood, kwamen deze mensen om het leven.
Deze theorie wordt echter ontkracht door recent onderzoek waaruit blijkt dat de resten soms een duizendtal jaar van leeftijd verschillen.

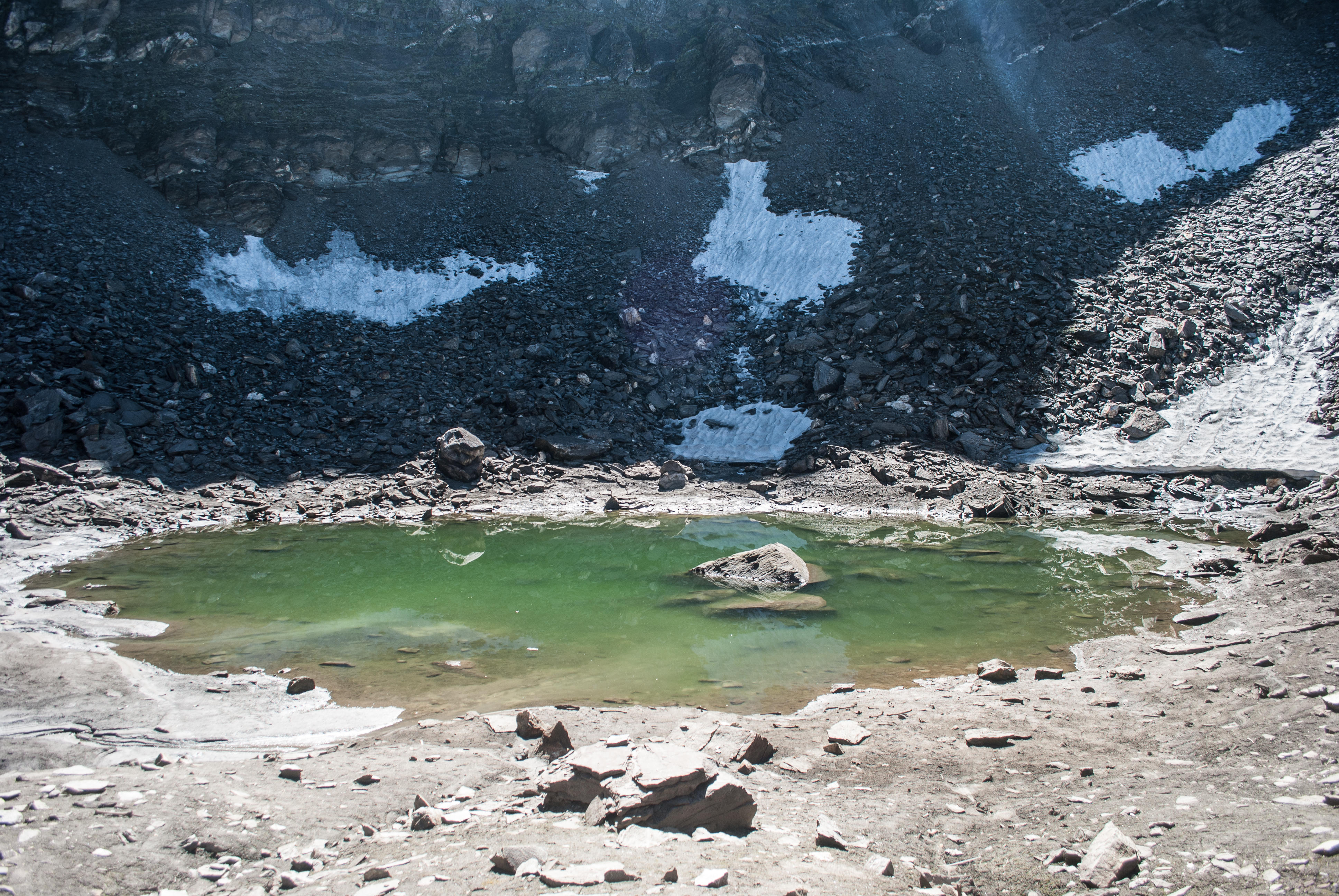
Roopkundmeer
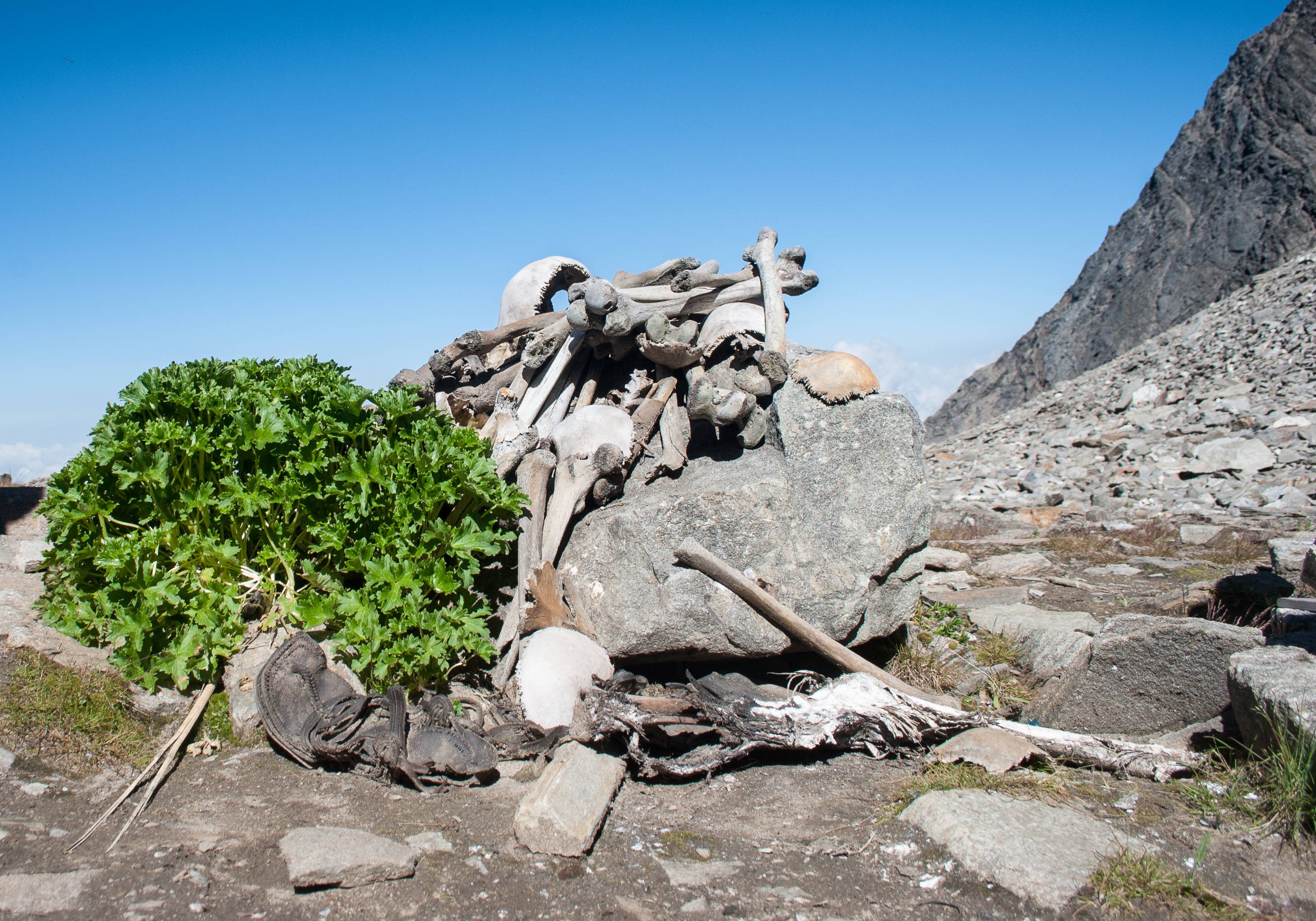
Skeletten aan het Roopkundmeer